# لنته
شهر لنته (به فرانسوی: Linter) در ناحیه اداری لوان در استان فلومیش بربان در منطقه فلاندری در کشور بلژیک واقع شده است.